# Garcinia palawanensis
Garcinia palawanensis är en tvåhjärtbladig växtart som beskrevs av Adolph Daniel Edward Elmer. Garcinia palawanensis ingår i släktet Garcinia och familjen Clusiaceae. Inga underarter finns listade i Catalogue of Life.